# Gefarnate
Gefarnate là một loại thuốc dùng để điều trị loét dạ dày.
Nó cũng đã được đề xuất để sử dụng trong điều trị hội chứng khô mắt.